# Sathonay-Village
Sathonay-Village è un comune francese di 2 267 abitanti situato nella metropoli di Lione della regione Alvernia-Rodano-Alpi.

## Società

### Evoluzione demografica
Abitanti censiti